# Patrick Hegarty
Patrick Hegarty (26 décembre 1926 - 31 octobre 2002) est un homme politique et agriculteur irlandais du Fine Gael.

## Biographie
Il est élu au Dáil Éireann comme député Fine Gael pour la circonscription de Cork Nord-Est aux élections générales de 1973, et est réélu en 1977. En 1981, il est élu dans la circonscription de Cork Est et y est réélu à chaque élection ultérieure jusqu'à sa défaite aux élections générales de 1989.
Il se présente sans succès aux élections générales de 1992. Il est nommé ministre d'État par le Taoiseach Garret FitzGerald, exerçant les fonctions de ministre d'État au ministère de l'Agriculture de 1982 à 1987 et de ministre d'État au ministère de l'Industrie et du Commerce de 1986 à 1987.